# Principado de La Glorieta
Príncipe de la Glorieta fue un título nobiliario otorgado por el papa León XIII, mediante una bula ereccional del 28 de diciembre de 1898, erigiendo el Principado de La Glorieta a favor de Francisco Argandoña Revilla y de Clotilde Urioste de Argandoña.Este título era intransferible, de acuerdo al tenor que solían tener éstas denominaciones papales. El principado tuvo una duración de tan sólo 35 años.  
Don Francisco Argandoña Revilla había hecho su fortuna con la industria de la minería y la banca privada, mientras su esposa era la hija de una acaudalada familia de origen español, Clotilde Urioste era una mujer importante que destinaba fondos a la caridad y a los proyectos de beneficencia, se afirma que una donación particular para las obras sociales papales, la destinada a un orfanato, fue la que garantizó el acceso al singular título para los esposos Argandoña-Urioste.
Durante un viaje a Roma la pareja tuvo una audiencia con el Papa, fue posterior a esta visita que el pontífice les otorgó el peculiar reconocimiento.

## Sede del principado
El Castillo de La Glorieta fue la sede del principado, el edificio diseñado por Antonio Camponovo arquitecto suizo, por entonces radicado en Argentina, la estructura estaba destinada a transmitir la opulencia y sofisticación de la pareja real, construido de una variedad de estilos (ecléctico). Esta fusión abstrae características del estilo morisco al chino, del ruso al bizantino y del románico al gótico.
La Torre del Príncipe, tiene un estilo árabe tanto en forma y cúpula, cuenta con 45  metros de altura y 108 escalones.La historia cuenta que al príncipe le gustaba subir por las noches y apreciar las estrellas.
La Torre de la Princesa, tiene una forma bizantina, mientras su cúpula es de estilo ruso. Tienen una altura según los guías de 30 metros y unas gradas de piedra de 80 escalones. 
Las Torre Réplica del Big Ben de Londres, desde la entrada al complejo ya se puede apreciar esta torre y su peculiar diseño. Esta torre es parte de la capilla del Castillo, tiene una altura de 25 metros y es una réplica pequeña de la famosa torre de Londres Big Ben.
Está ubicada a afueras de la ciudad de Sucre Bolivia, tiene una construcción muy peculiar, lo que intriga y atrae a multitud de visitantes locales e internacionales. Este curioso castillo presenta una mezcla de estilos arquitectónicos en diversas partes de su construcción desde el barroco hasta el estilo árabe. La Glorieta es un lugar histórico y lleno de fantasías. Existen diversas historias populares sobre duendes en el castillo.
La Glorieta constituye un lugar agradable, pintoresco, lleno de flores, donde en medio de rocas y arbustos, surge de repente un conjunto de torres y almenas simulando un castillo de fantasía, que recuerda los cuentos de la infancia.
El castillo fue nombrado Monumento Nacional el año 1970.